# Będlewo-Bieczyny
Będlewo-Bieczyny este o arie protejată (sit de importanță comunitară — SCI) din Polonia întinsă pe o suprafață de 751,98 ha, integral pe uscat.

## Localizare
Centrul sitului Będlewo-Bieczyny este situat la coordonatele 52°12′55″N 16°43′35″E / 52.2154°N 16.7264°E.

## Înființare
Situl Będlewo-Bieczyny a fost declarat sit de importanță comunitară în octombrie 2009 pentru a proteja 1 specie de animale.

## Biodiversitate
Situată în ecoregiunea continentală, aria protejată conține 7 habitate naturale: Pajiști cu Molinia pe soluri calcaroase, turboase sau argilos-nămoloase (Molinion caeruleae), Liziere de ierburi înalte hidrofile de câmpie și de nivel montan până la alpin, Fânețe de joasă altitudine (Alopecurus pratensis, Sanguisorba officinalis), Păduri de stejar și carpen Galio-Carpinetum, Păduri acidofile de stejar bătrân cu Quercus robur pe câmpii nisipoase, Păduri aluvionare cu Alnus glutinosa și Fraxinus excelsior (Alno-Padion, Alnion incanae, Salicion albae), Păduri mixte riverane de Quercus robur, Ulmus laevis și Ulmus minor, Fraxinus excelsior sau Fraxinus angustifolia, de-a lungul marilor râuri (Ulmenion minoris).
La baza desemnării sitului se află o specie protejată de  mamifere: castor (Castor fiber).